# Кройман, Марен
Марен Кройман (нем. Maren Kroymann; род. 1949) — немецкая актриса кино и телевидения, певица.

## Биография
Детство Марен прошло в Тюбингене. После окончания школы в 1967 году она поступила в Тюбингенский университет, в котором изучала англистику, американистику и романистику и параллельно играла в театре. После учёбы некоторое время она провела в США и в Париже, после чего в 1971 году обосновалась в Берлине, где выступала в хоре Ханса Эйслера, а также играла на театральной сцене.
Широкой публике Кройман стала известна в 1988 году после роли в сериале Oh Gott, Herr Pfarrer. Через два года актриса сыграла главную роль в сериале «Вера Вескамп». В последующие годы следовало несколько работ в кино и на телевидении. На протяжении семи сезонов с 2001 по 2007 годы Марен играла в популярном молодёжном сериале «Моя жизнь и я», где она исполнила роль матери главной героини. После окончания сериала сыграла в нескольких телевизионных и кинофильмах.
Снялась в фильме «Преследуемый», где сыграла инспектора по надзору за условно осужденными несовершеннолетними, которая вступает в сексуальную связь с одним из них (Костя Ульманн). За эту роль была награждена кинопремией немецких кинокритиков (нем. Preis der deutschen Filmkritik) как лучшая актриса. 
Марен — открытая лесбиянка. Она живёт со своей партнёршей — тележурналисткой Клаудией Мюллер (нем. Claudia Müller).

## Фильмография
| Год       |    | Русское название                           | Оригинальное название                  | Роль                            |
| --------- | -- | ------------------------------------------ | -------------------------------------- | ------------------------------- |
| 1986      | тф | Путешествия через Маркграфство Бранденбург | Wanderungen durch die Mark Brandenburg |                                 |
| 1988      | с  |                                            | Oh Gott, Herr Pfarrer                  | Клаудия Вигандт                 |
| 1990      | тф |                                            | Baldur Blauzahn                        |                                 |
| 1992      | ф  |                                            | Kein Pardon                            | Дорис                           |
| 1992—1993 | с  | Вера Вескамп                               | Vera Wesskamp                          |                                 |
| 1993      | ф  |                                            | Brandnacht                             |                                 |
| 1993—1997 | с  |                                            | Nachtschwester Kroymann                |                                 |
| 1996      | ф  | Суперженщина                               | Das Superweib                          | Тутси Шойфель                   |
| 1998      | ф  |                                            | Der Campus                             |                                 |
| 1999      | с  |                                            | Gisbert                                |                                 |
| 1999      | тф | Позор                                      | Schande                                | Адвокатша                       |
| 2000      | с  | Место преступления                         | Tatort: Bienzle und das Doppelspiel    |                                 |
| 2001—2007 | с  | Моя жизнь и я                              | Mein Leben & Ich                       | Анке Дегенхардт                 |
| 2001      | тф |                                            | Durch dick und dünn                    |                                 |
| 2003      | тф | Цена правды                                | Der Preis der Wahrheit                 |                                 |
| 2004      | тф |                                            | Ein Baby zum Verlieben                 |                                 |
| 2004      | с  | Место преступления                         | Tatort: Bienzle und der steinerne Gast |                                 |
| 2006      | тф |                                            | Nicht ohne meine Schwiegereltern       | Бибиана Вайс                    |
| 2006      | ф  | Преследуемый_(2006)                        | Verfolgt                               | Эльза Зайферт                   |
| 2007      | с  | Пастевка                                   | Pastewka                               | (гостевая роль в одном эпизоде) |
| 2008      | ф  | Эксперимент 2: Волна                       | Die Welle                              | Доктор Кольхаге                 |
| 2008      | с  | Место преступления                         | Tatort: Erntedank e.V.                 |                                 |
| 2008      | ф  | Чужое во мне                               | Das Fremde in mir                      |                                 |
| 2009      | ф  | Мария, ему не вкусно!                      | Maria, ihm schmeckt’s nicht!           | Урсула                          |
| 2009      | ф  | Хорст Шлеммер: я выдвигаюсь в кандидаты!   | Horst Schlämmer – Isch kandidiere!     | Ренате Хаммельбёк               |
| 2009      | с  | Место преступления                         | Tatort: Schweinegeld                   |                                 |
| 2010      | ф  |                                            | Die Friseuse                           | Госпожа Кригер                  |
| 2010      | тф | Изменение климата                          | Klimawechsel                           |                                 |